# MP 40
40년형 기관단총(독일어: Maschinenpistole 40; MP 40)은 9 × 19 mm 파라벨룸 탄약을 사용하는 기관단총이다. 독일 제3제국에서 개발되었고 제2차 세계 대전 동안 주로 독일의 강하엽병(공수부대), 친위대, 보병 등에서 광범위하게 사용되었다.

## 역사
MP 40은 MP 36의 계승작이다(MP 36의 시작품은 현재 2정 남아 있다). 시작품은 하인리히 폴머의 VPM 1930을 기반으로 독일 국방군의 재정적 도움을 받아 제작되었다. 폴머는 MP 36의 제작에 참여했고, 1938년, 독일군의 제식 기관단총에 대한 요구에 시작품을 제출한다. 그리고 MP 38이라는 이름으로 채택된다. MP 38은 MP 36을 단순화한 것이며, MP 40은 이것을 더욱 단순화하여 비용 절감과 함께 기계 부속의 사용을 줄였다.
변화는 1939년 폴란드 침공시 사용된 수천 정의 MP 38에서 비롯되었다. 이 변화는 MP 38과 MP 40의 중간 단계였던 MP 38/40에 추가되었고, 그 후 MP 40으로 생산이 된다. 전쟁 중, MP 40은 모든 버전을 통틀어 110만 정 이상이 생산된 것으로 보고 있다.
연합군은 이 기관단총을 독일의 총기 제작자 휴고 슈마이서의 이름을 본따 '슈마이서(Schmeisser)'라 불렀으나, 정작 휴고 슈마이서 본인은 MP 40 제작에 참여하지 않았다. 그는 단지 탄창에 대한 특허만 가지고 있을 뿐이었다. 슈마이서는 MP 40에 나무 개머리판과 사격 방식 선택 장치를 추가한 MP 41 제작에 참여하였으나, MP 41은 제식 기관단총으로 채택되지 않았다.

## 디자인

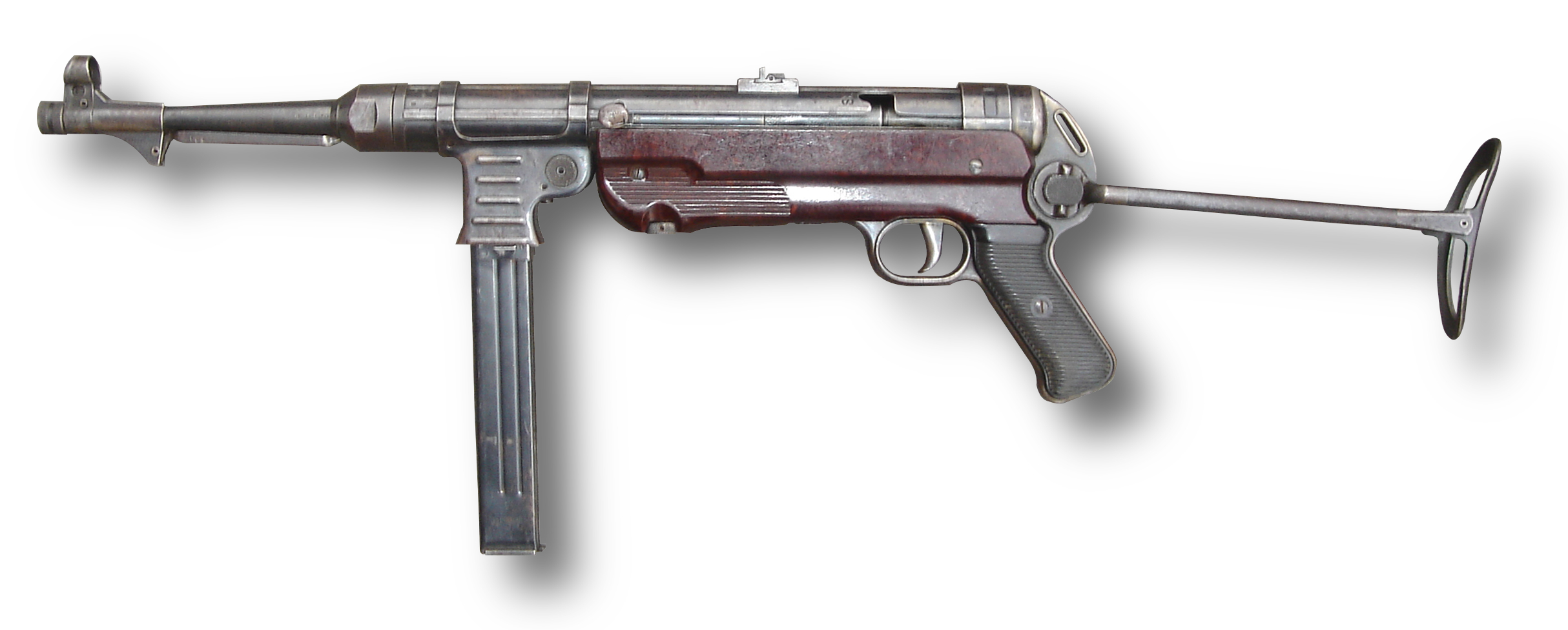
개머리판을 편 상태

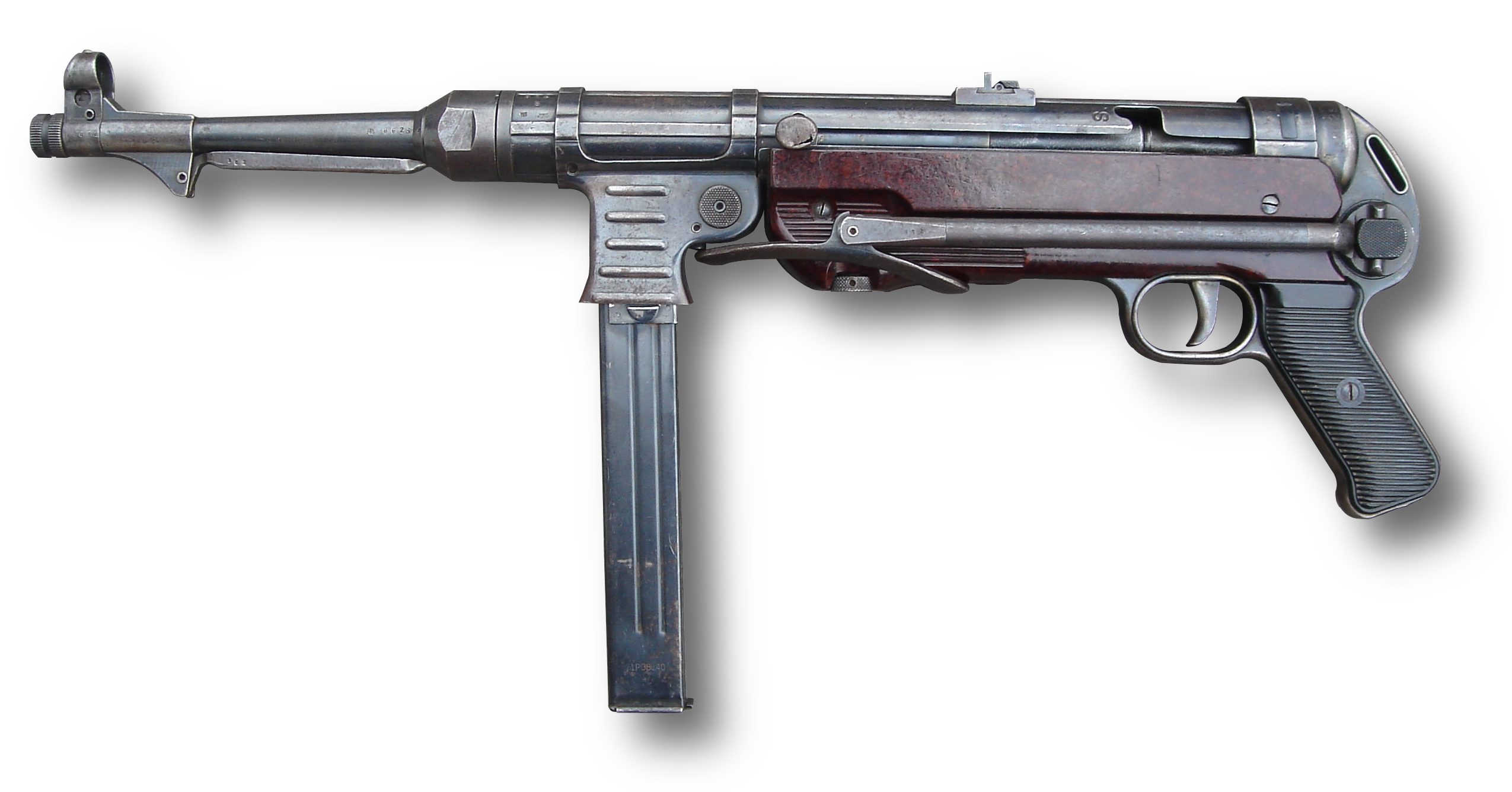
개머리판을 접은 상태

MP 38과 MP 40 모두 오픈 볼트, 블로우백 화기이다. 원래는 완전 자동으로만 설정되어 있지만, 방아쇠를 조정하면 단발로도 쏠 수 있다.
초기 MP 38은 장전 손잡이가 일체로 붙어있었지만, MP 40부터는 개별적인 부품으로 구성되었다. 이로 인해 볼트를 앞 또는 콕킹 상태에 놓을 수 있었다. 그러나 MP 38은 그렇지 않았으므로 볼트를 앞쪽에 놓기 위해 고리가 달린 가죽 끈을 이용해 고정했다.
리시버는 원래 부품을 조립해서 만들었지만 시간과 비용이 너무 많이 드는 관계로 기계로 찍어낼 수 있도록 개량했다. MP 38은 리시버와 볼트에 탄창의 하우징을 위해 세로로 홈이 파져있다.
한가지 특이한 점은 대부분의 MP 38과 MP 40은 총신 밑에 알루미늄 또는 플라스틱 레일이 있었다는 것이다. 이것의 역할은 Sd.Kfz 251과 같은 병력 수송 장갑차 위에서 사격할 때 도와주는 역할을 하였다. 핸드가드는 탄창과 권총형 손잡이 중간에 있는데 베이클라이트에서 파생된 합성 섬유로 만들었다. 총신은 단열재가 아니었으므로 만약 총신이 과열되어 휘었을 때, 교체하는 도중 화상을 입을 가능성이 있었다. 기관단총으로는 처음으로 총신을 접을 수 있도록 만들어졌으나, 백병전에는 강도가 적합하지 않았다.
총체적으로 MP 40은 쓸만했으나, 최대의 약점은 32발이라는 장탄수였다. 쌍열식 탄창을 사용하여 이중 급탄을 하는 톰슨 기관단총과는 달리, MP 시리즈는 단발 급탄이었다. 이것은 스텐 기관단총과 마찬가지로 탄창을 손잡이로 사용했을 때, 손이 주는 압력으로 인해 급탄이 제대로 되지 않는 결과를 불러왔다. 그리하여 독일군은 사격시 반드시 따로 마련해놓은 손잡이를 잡고 쏘도록 훈련받았다.
대중에 알려진 사실과는 다르게, MP 40은 주로 공수부대원이나 분대, 소대, 중대 지휘관이 사용하였다. 대부분의 병사는 Kar98k를 사용하였다. 그러나 시가전에 투입된 소련군이 전부 기관단총을 사용하여 전술적에서 밀리자, 그에 대응하기 위하여 일반 병사에게도 지급을 시작하고, 전쟁 말기에는 물량의 부족으로 돌격 소대에게만 한정적으로 지급하였다.
MP 40이 전쟁 중에 넉넉히 지급된 기간은 존재하지 않는다. Kar98k에 비해서 가격이 비싸고 재료도 많이 들어갔기 때문이다. 이로 인해, 1943년부터 Kar98k와 MP 40을 StG 44로 알려진 MP 43/44 돌격소총으로 대체하기 시작한다.

## 복제판과 종전 후의 사용
MP 38과 MP 40은 M3 기관단총과 스페인의 무기 회사 스타 보니파시오 에체베리나의 스타 모델 시리즈,
유고슬라비아 인민군의 M56, 노르웨이 향토방위군, 코소보 독립군 등에서 사용되었다.

## 바리에이션과 개발
- MP 40 - 주 생산 버전
- MP 40/I - 1942년 쌍열 32발 탄창을 사용했던 프로토타입. PPSh-41의 연사속도에 대항하기 위하여 제작되었으나, 무겁고 무게중심이 맞지 않았으며, 실용성도 없었다.
- MP 41 - 루이스 슈마이서가 개량한 버전. 리시버, 작동 방식, 탄창 하우징, 개머리판, 방아쇠를 개량하고 발사 선택기능을 추가하였다. 발사속도가 분당 1,000발로 상승하였다.
- BD 38 - MP 38의 반자동형

## 같이 보기
- MP 18
- 톰슨 기관단총
- 스텐 기관단총